# Гері Варгас
Гері Ентоні Варгас Карреньйо (ісп. Gery Anthony Vargas Carreño; 12 березня 1981 року, Оруро, Болівія) — болівійський футбольний арбітр.

## Біографія
Грав у футбол за регіональні болівійські клуби. 1998 року батько віддав Гері і його брата Денніса попри їхню згоду на курси арбітрів. Через аварію Денніс навчання не завершив, однак це вдалося самому Гері.
Дебют Гері Варгався як арбітра відбувся 2007 року в Лізі болівійського професійного футболу. 2016 року працював на Кубку Америки 2016.
У квітні 2018 року він був обраний одним з тринадцяти відеоасистентів арбітрів, що візьмуть участь у обслуговуванні матчів чемпіонату світу 2018 року